# Balsareny de Segarra
Balsareny de Segarra es un lugar del municipio español de Veciana, perteneciente a la provincia de Barcelona, en la comunidad autónoma de Cataluña.

## Toponimia
El lugar puede encontrarse referido como Balsareny de Segarra, Valsareny de Segarra, Balsareni y Balsarell de Segarra.

## Historia
Hacia mediados del siglo XIX, el lugar pertenecía al municipio de Durban. Aparece descrito en el séptimo volumen del Diccionario geográfico-estadístico-histórico de España y sus posesiones de Ultramar de Pascual Madoz con las siguientes palabras:

VALSARENY DE SEGARRA: casa con predios rústicos, propiedad del marqués de Campmany, en la prov. de Barcelona, part. jud. de Igualada, ayunt., térm. y jurisd. del l. de Durban; antes perteneció á la prov. de Lérida, con la cual confina: corresponde en lo ecl. á la parr. de Vilamajor de Prats. prod.: trigo, legumbres y poco vino. pobl. y riqueza unida á Durban.
(Madoz, 1849, p. 494)

Aquel municipio desapareció de cara al censo de 1857, al incorporarse al de Veciana.